# أويندين
أويندين هي قرية في مقاطعة مرند، إيران. عدد سكان هذه القرية هو 308 في سنة 2006.